# 石板滩镇 (常德市)
石板滩镇，是中华人民共和国湖南省常德市鼎城区下辖的一个乡镇级行政单位。

## 行政区划
石板滩镇下辖以下地区：
石板滩社区、莲花堰社区、荷花堰社区、常水社区、现阳堡村、南家坪村、雷家铺村、莫家铺村、古堤坪村、毛栗岗村、玉皇庵村、大溪冲村、兴隆桥村、狮子山村、枫树桥村、拾柴坡村、骑龙庵村和田家坪村。